# Annette Arlander
Annette Arlander född 1956, är en finländsk konstnär och forskare inom performancekonst. Hon är en av föregångarna inom utvecklingen av konstnärlig forskning och var den första att få titeln doktor vid Teaterhögskolan i Helsingfors.
I sin konstnärliga forskning undersöker hon bland annat att befinna sig i landskap och vår relation till andra livsformer. Ett av de senaste forskningsprojekten har den svenska titeln "Att uppträda/samarbeta med växter" och ett annat heter Möten med betydliga och obetydliga träd.. Arlander arbetar förutom med live performance också med video, ljud och fotografi, och kan sägas vara verksam inom miljökonstens traditioner.